# Tiffany Aching
Tiffany Aching (Tiffany Dolorido en las ediciones en español) es un personaje ficticio de la saga de novelas de Mundodisco escritas por Terry Pratchett. 

## El personaje
Tiffany es una bruja en entrenamiento, y es el personaje principal en los libros The Wee Free Men, A Hat Full of Sky, Wintersmith y I Shall Wear Midnight. La intención es que Tiffany haya crecido (en años y en experiencia) entre las novelas. Tiene nueve en la primera, once en la segunda, trece en la tercera y dieciséis en la cuarta. 
Tiffany es originaria de la Creta, que refiere al terreno Creta (una zona que tiene muchas semejanzas con la región inglesa de Wiltshire, de donde proviene Pratchett), una región de tierras bajas en Las Montañas de Carnero. Su abuela Sarah Aching, era una pastora de ovejas, y para los estándares de la Creta, también una bruja, aunque la magia brujeril era difícil sobre terreno de la Creta (porque el terreno es demasiado suave), hasta que Tifanny llegó. Yaya Aching era conocida (y temida) por el Clan de la Creta de Nac Mac Feegle y se aliaron con Tiffany cuando ella se convirtió en la arpía (bruja) de las colinas. Como Tiffany fue su Kelda (su Reina, la única persona a quienes los Feegle siguen incondicionalmente, sale de la palabra escocesa 'kelda' que significa origen o fuente) por un corto período, los Nac Mac Feegle sienten que es su responsabilidad cuidar de ella.

## Su desarrollo como Bruja
Tiffany comenzó su carrera brujeril a los nueve, luego de ser descubierta por la "buscadora de brujas" Perspicacia Tick. Guio a los Feegles dentro de la Tierra de las Hadas, para rescatar a su pegajoso hermano Wentworth, y en el proceso a Roland, el hijo del Barón local desaparecido dos años atrás. Por esta tarea se ganó el respeto de Yaya Ceravieja, una tarea difícil de por sí. Aunque aún demasiado joven para ser una bruja per se, Yaya le dio un sombrero imaginario, que gracias al poder de las creencias podía mantener la lluvia fuera de la cara de Tiffany. Luego estudió bajo las enseñanzas de la Srta Level, después con la Srta Pullunder, y luego con Eumenides Treason. Después de la muerte de esta última, fue brevemente aprendiz de Tata Ogg, antes de retornar temporalmente a la Creta, a resolver los hechos que suceden en Wintersmith. 
Así como Yaya Ceravieja, Tiffany tiene un don natural para el arte del Préstamo (salir de uno mismo), y lo hacía sin entrenamiento, lo cual terminó en la toma de su cuerpo por la "Colmena" (Hive en el original), que deviene en los hechos de A Hat Full of Sky. También es una talentosa fabricante de queso, particularmente ha hecho un queso azul llamado Horace, que tiene el hábito peculiar de comerse ratones, y que acompaña a los Feegle. Se sabe el diccionario entero (aunque a veces tiene problemas con las pronunciaciones). También tiene un talento innato para los idiomas, talento salido de haber estado poseída por la colmena, y estar en comunión con todas las personas que fueron poseídas por esta; de estas la más notable es la de un didáctico mago llamado Sensibility Bustle, que le gusta traducir términos oscuros apenas los escucha o los lee. 
Mientras entrenaba en Lancre, participaba de un "aquelarre 4", que era "dirigido" por Annagramma Hawkin (donde "dirigido" significa que Annagrama es la que tiene la voz más chillona y le gusta hacerse la mandona). Las otras compañeras de aquelarre son Petulia Gristle, Dimmity Hubbub y Lucy Warbeck.

## Su relación con Roland
En Wintersmith, Roland indica (enfáticamente) que su afecto por Tiffany no se limita solo a gratitud, como es evidenciado por su participación de buena gana en cumplir el rol (impulsado por los Feegle) de héroe mítico en Wintersmith, tratando de liberar a Tiffany de las atenciones románticas del Forjainvierno, yendo al inframundo mismo a buscar a la Dama Verano, para liberarla. Tiffany se niega a sí misma tener afecto hacia Roland pero finalmente en el último libro I Shall Wear Midnight Tiffany y Roland se dan cuenta de que sus sentimientos se basaban en la situación de extraños que ambos tenían con aquellos que les rodean (Roland como miembro de la realeza y Tiffany como bruja). A lo largo de este libro empieza a tener sentimientos por Preston, guardia que trabaja en el castillo del Conde.

## Libros en lo que aparece
- The Wee Free Men (2003), publicado en español como «Los pequeños hombres libres» (2008)
- A Hat Full of Sky (2004), publicado en español como «Un sombrero de cielo» (2011)
- Wintersmith (2006), publicado en español como «La Corona de Hielo» (2012)
- I Shall Wear Midnight (2010), publicado en español como «Me Vestiré de Medianoche» (2013)
- The Shepherd's Crown (2015), publicado en español como «La corona del pastor» (2016)